# Calera y Chozas (kommun)
Calera y Chozas är en kommun i Spanien.   Den ligger i provinsen Toledo och regionen Kastilien-La Mancha, i den centrala delen av landet, 130 km sydväst om huvudstaden Madrid. Antalet invånare är 4 738.